# Anthony DiNozzo
Pour un article plus général, voir Liste des personnages de NCIS : Enquêtes spéciales.
L'agent spécial Anthony « Tony » DiNozzo Jr., interprété par Michael Weatherly, est un personnage fictif de la série télévisée NCIS : Enquêtes spéciales.

## Biographie
D'origine italienne mais parlant bien l'espagnol, Tony DiNozzo, issu d'une famille aisée (dont le père lui coupe les vivres à partir de 12 ans), a fait ses études dans l'Ohio. Il a servi dans la police criminelle et la brigade des stupéfiants de Baltimore, avant de rejoindre l'agent spécial Jethro Gibbs, à la demande de ce dernier, au NCIS. Tony, avant d'intégrer le NCIS, a été fiancé à une journaliste, Wendy Miller.
On peut noter que Ducky a révélé à Tony que Gibbs, vers 1996, avait tout de lui. Jenny Shepard fera elle-même le rapprochement entre Gibbs et Tony quand ce dernier lui demande de diriger l'enquête dans les deux derniers épisodes où elle lui dit : « Je voulais savoir si vous aviez le même cran que Gibbs », ce qui confirme sa position de remplaçant de Gibbs.
À la fin de la troisième saison, Gibbs décide de démissionner et de prendre une retraite anticipée et laisse sa place à Tony. Ce dernier reste le chef de l'équipe les deux premiers épisodes de la quatrième saison avant que Gibbs ne reprenne sa place. Dans l'épisode 3 de  cette dernière, la directrice Jenny Shepard propose un poste de chef d'équipe à Tony à Rota en Espagne, qu'il refuse. On apprend dans la saison 8 que l'agent spécial du NCIS E.J. Barrett est devenue chef de l'équipe que Tony n'a pas voulu diriger.
Lors des trois premières saisons, il se considère comme un homme à femmes, ce qui a le don d'exaspérer Kate, puis Ziva. Cependant, tout au long de la saison 4, Tony vit une relation de couple (pour les besoins d'une enquête commanditée par Jenny Shepard) avec Jeanne Benoit (la fille de La Grenouille), une femme médecin franco-américaine. Bien qu'agissant sous couverture, Tony prouve qu'il est capable de s'investir dans une telle relation car il a de réels sentiments pour elle. C'est un tournant dans sa vie sentimentale, son comportement vis-à-vis des femmes change lors de sa rupture avec Jeanne.
À la fin de la saison 5, Tony est muté sur le porte-avions USS Ronald Reagan, puis sur le Seahawk (porte-avions fictif, il s'agit en réalité du John C. Stennis) durant le démantèlement de l'équipe du NCIS.
À la fin de la sixième saison, Tony tue l'officier Rivkin, agent du Mossad et ami et collègue de longue date de Ziva. À la suite de cela, les relations entre le NCIS et le Mossad se tendent, ce dernier accusant Tony d'avoir tué Rivkin non pas en légitime défense mais plutôt en raison de son attachement à Ziva. Cette dernière, assez chamboulée par ces événements, demande à Gibbs de quitter le NCIS sous prétexte qu'elle ne peut plus faire confiance à Tony (avec lequel elle a eu une rixe précédemment).
Dans le dernier épisode de la saison 13, il découvre qu'il a eu un enfant avec Ziva qui est supposée être morte dans l'incendie de sa ferme, tuée par des hommes de Trent Kort. Il démissionne du NCIS afin de s'occuper de sa petite fille et s’installe à Paris.
Tony ainsi que sa fille sont mentionnés dans les saisons 14, 15, 16. Quand Ziva, finalement en vie, revient (16x24) puis (17x 01;02;10;11), une des questions est de savoir si Tony sait que la mère de sa fille est vivante. Ziva se refuse à répondre et à trop aborder le sujet de Tony en général. Mais dans le 10e épisode de la saison 17, elle finit par avouer à Gibbs qu’après avoir quitté le NCIS dans le dernier épisode de la saison 13, Tony l’a traqué  jusqu’au Caire et que depuis lors cette dernière le tenait informé de ce qu’il était nécessaire pour lui de savoir. Dans ce même épisode, Ziva lui téléphone pour lui demander de se cacher avec Tali, ce qu’il fait. Finalement, il reprend contact avec Ziva dans l’épisode 11 en envoyant à sa partenaire photo et vidéo de leur fille Tali. Ziva quitte la série une deuxième fois en allant retrouver Tali et Tony à Paris. Plus tard dans la saison, le père de Tony remercie via des lettres les membres de l’équipe pour avoir permis à Ziva de revenir auprès de sa famille. Il se déclare chanceux de pouvoir voir son fils “comblé” avec Tali et Ziva. Tony et Ziva sont dès lors supposément en couple depuis l’épisode 12 de la saison 17, mais il n’y a véritablement pas eu de confirmation officielle. 
Finalement, Tony fait son retour dans le 2e épisode de la saison 21, The stories we leave behind, pour rendre hommage au personnage de Ducky, interprété par David McCallum, décédé en septembre 2023. Il retrouve Jimmy Palmer, bientôt rejoint par Tim McGee en salle d’autopsie. Aucune mention de Ziva ou Tali n’est faite. 
Le 28 février 2024, il est annoncé qu'une série centré sur le duo iconique est en préparation. Le tournage a eu lieu en Europe et la première saison sortira sur Paramount +, en 2025. Il s'agit de la 7ème franchise NCIS. Et la seconde avec des personnages originaires de la série mère. Une série sur les jeunes années de Gibbs est également en production. Les deux acteurs sont les coproducteurs de ce projet. Les fans ont donc hâte de retrouver le couple TIVA a l'écran.   

## Personnalité
C'est un grand enfant, vantard et fêtard, qui ne cache pas son amour des belles filles, des voitures de sport (dans l'épisode 21 de la seconde saison, on apprend qu'il s'est fait voler sa voiture, une Chevrolet Corvette 90 ZR) et du cinéma. Gibbs n'hésite pas à le rudoyer (par une légère tape derrière la tête) régulièrement pour le rappeler à l'ordre et aux réalités de son travail, mais il sait que DiNozzo est un agent de terrain hors pair, qui sait tout à la fois improviser et assurer ses arrières. On sait également que cet agent a une acuité visuelle très développée (20/10). Mais aussi, du fait qu'il a fait durant des années des croquis, il arrive avec précision à donner le poids, la taille et autres mensurations d'une personne (et ce, même à partir d'une seule partie du corps) sans aucun outil de mesure et sans calcul, ce qui étonnera à plusieurs reprises ses coéquipiers.
Il use habilement des  jeux de mots (terminant le nom de McGee fréquemment par un ajout ironique, accolé à son nom :McGee-gnol). Quand il ne pense ou ne parle pas des filles , il parle cinéma ou télévision, domaines dans lesquels il possède une connaissance encyclopédique, en particulier du cinéma français, ce dont il fait régulièrement profiter ses collègues (qui n'apprécient pas toujours…).
Lors de la troisième saison, sa personnalité évolue, il s'impose de plus en plus au sein de l'équipe, ce qui est visible quand il prend en charge deux enquêtes lors des épisodes Bombe Humaine et Hiatus 1 et 2 où il fait preuve de maturité et s'affirme comme chef d'équipe. Pour y parvenir dans les derniers épisodes de la cette saison, il imite Gibbs d'un point de vue comportemental et relationnel. Cette capacité et son ancienneté lui permettent de diriger l'équipe au début de la saison 4.

## Relations avec ses collègues
Tony taquinait et agaçait énormément Kate, puis Ziva qui le lui rendent bien, si bien que par certains côtés, ils entretiennent une relation du type frère-sœur, parfois protectrice. Malgré son caractère enjoué, il est de temps en temps autoritaire et sait comment se comporter en « patron » à la place de Gibbs, qu'il imite systématiquement sans s'en rendre compte en l'absence de ce dernier. Amateur de jeux de mots, il aime ainsi bien s'en prendre à McGee, qu'il surnomme, systématiquement, avec un semblant de dédain « le Bleu », « Mc Guignol », « Mc Geek », « McBidouille » ou bien « Roi des Elfes » du fait de son inexpérience du terrain et de sa passion pour les jeux vidéo. 

### Leroy Jethro Gibbs
Au fil des saisons, la relation mentor-élève entre Gibbs et DiNozzo s'est transformée en une relation père-fils.
Avant même la série NCIS, dans le croisement avec la série JAG (La dame de glace et L'homme de l'ombre), on sent déjà la complicité entre les deux agents : Gibbs laisse de la liberté à Tony dans l'enquête, lui fait confiance. D'ailleurs, on remarquera dès le premier épisode de la saison 1 de NCIS, que de tous les agents que Gibbs avait sous ses ordres, Tony est le seul rescapé donc le seul que Gibbs juge « bon agent ».
En témoigne ce qu'il dit au père de Tony, joué par l'acteur Robert Wagner, lors d'un entretien avec lui (Les liens du sang) : « Tony aime bien se cacher derrière son personnage de clown mais c'est le meilleur jeune agent avec lequel j'ai travaillé ». Gibbs le pense sûrement depuis toujours puisqu'il le dira lui-même à Tony à la fin de la saison 2 lors d'une enquête ce qui d'ailleurs motive l'agent et lui permet d'impressionner ses coéquipiers en aidant à boucler l'enquête en un temps record.
À la fin de la saison 3 (Hiatus [1/2]), Gibbs démissionne et remet sa plaque et son pistolet à Tony en lui disant « C'est ton équipe maintenant ». On assiste à ce moment précis de la série à un réel passage du flambeau, bien que tout au long de la série, cela se constate à travers de nombreuses scènes.
Tony et Gibbs ont de nombreux points communs: ils ont perdu leur mère très jeune, leur relation avec leur père a toujours été compliquée, ils sont tous les deux enfants uniques, ils préfèrent "les anciennes méthodes" d'investigation et détestent l'informatique. De plus, au fil du temps, Gibbs déteindra tellement sur Tony que ce dernier prendra sans s'en rendre compte certaines habitudes de son patron et développera un caractère très proche même si, comme Gibbs, il fait plus confiance à son instinct pour résoudre une enquête et même dans sa vie de tous les jours. 
Il règne entre les deux agents une vraie confiance mutuelle indubitable. Tony est l'agent en qui Gibbs a le plus confiance et dont il est le plus fier. Lorsqu'il doit créer deux duos quand il faut travailler en dehors de Washington et même des États-Unis, c'est toujours à Tony que Gibbs confie l'autre partie de l'affaire et l'envoie ainsi aux quatre coins du monde. 
Contrairement à ses autres agents, Gibbs croit sincèrement que DiNozzo a tout pour devenir le chef de sa propre équipe. Mais comme il l'avouera plus tard, Tony refuse de diriger une autre équipe parce qu'il veut continuer à travailler avec le meilleur, c'est-à-dire Gibbs. Ce dernier est sûrement la personne qui connait le mieux Tony et l'apprécie à sa juste valeur, alors que ses coéquipiers ont plutôt tendance à le sous-estimer sur beaucoup de choses.
Le moment le plus marquant de la relation Gibbs / Dinozzo est sans nul doute le 22e épisode de la deuxième saison de NCIS, "Le baiser du tueur". Dans cet épisode, Tony ouvre une enveloppe contenant la peste pneumonique qu'il contracte. Alors que Gibbs enquête pour connaitre le responsable, il découvre que même si Tony n'est plus contagieux, il n'a que 15% de chances de survivre. En apprenant ça, il se précipite à Bethesda où DiNozzo est hospitalisé. Il entre dans la chambre de confinement et s'assied près de Tony qui agonise et semble abandonner. Les deux agents n'ayant qu'une manière de communiquer, Gibbs donne une tape à Tony et lui ordonne de rester en vie. Tony, qui à ce moment-là semblait perdre espoir, se reprend, résiste et, comme il l'avait promis à son patron, reste en vie. Cette expérience a bien sûr laissé des cicatrices mais cela a aussi encore plus rapproché les deux agents. Le lien entre Gibbs et DiNozzo a toujours été très fort mais c'est sûrement à partir de ce moment-là que ce lien s'est transformé en une vraie relation père-fils.
Cette relation si particulière est présente dans certains moments comme quand le père de Tony apparaît pour la première fois. Le soir, Tony retrouve son patron chez lui pour boire un coup et diner ensemble. On peut supposer que les deux agents ont l'air de se retrouver très souvent pour ce genre de choses. Or ce sont ces moments-là que Tony a toujours recherché. C'est avec Gibbs, qui a été plus un père pour lui pendant 12 ans que son vrai père durant toute sa vie, que Tony trouvera cette relation indispensable voire vitale. Enfin, on sent clairement que si Tony perdait définitivement Gibbs, il ne s'en remettrait pas, idem pour Gibbs.

### Ziva David
Tony entretient une relation très particulière avec l'agent du NCIS Ziva David (ex-officier du Mossad et ex-agent de liaison du Mossad au NCIS). En effet, dès l'arrivée de Ziva au NCIS, une relation de complicité s'installe entre eux, voire plus. Plusieurs de leurs échanges sont ambigus quant à la nature de leurs sentiments respectifs. Ziva montre le plus son intérêt pour Tony au début : elle regrette son manque de relation avec lui et fait preuve de jalousie, notamment lors de la relation de ce dernier avec le Dr Jeanne Benoît. Cependant, après la fin de cette relation, Tony s'intéressera plus à Ziva, montrant à son tour des signes de jalousie, notamment envers son partenaire au Mossad, Michaël Rivkin. Tony tuera cet officier par légitime défense, perdant ainsi la confiance de Ziva. Lorsqu'elle lui demande pourquoi il a risqué sa carrière, il lui répond « Pour toi » alors qu'elle est prête à le frapper. Elle restera donc en Israël, ne pouvant plus travailler avec Tony.
Au début de la saison 7, l'équipe va sauver Ziva des mains d'un terroriste somalien nommé Saleem Ulman. Alors qu'il s'est volontairement fait capturer, Tony se fait administrer un sérum de vérité. Ziva lui demandant ce qu'il fait là, il répond : « Je suppose que je ne peux pas vivre sans toi », il lui fait cet aveu sous l'effet du sérum.
Lors de l'épisode Obéir aux ordres, Ziva et Tony discutent, notamment de la mort de Rivkin. Ziva le remercie d'avoir toujours « assuré ses arrières » et ils s'excusent mutuellement. Ziva embrasse Tony sur la joue en avouant que l'« instinct [de celui-ci] était juste ».
L'épisode Meurtre en plein vol montrera Tony et Ziva envoyés à Paris pour protéger un témoin. Ce témoin, Nora Williams, pose des questions sur la nature de leur relation et pourquoi ils ne sont pas ensemble, car ils forment une bonne équipe. Tony élude, tandis que Ziva avoue qu'ils ont partagé la même chambre d'hôtel et que c'est suffisant pour elle, tout en soulignant qu'elle a dormi sur le canapé.
Cependant, de retour à Washington, McGee demande lequel des deux a pris le canapé et Tony prétend que c'est lui. Ziva demande pourquoi il a menti, Tony lui répond par la même question. Tony lui confesse que sa photo préférée de Paris est la seule où il y a quelqu'un dessus : Ziva.
Dans l'épisode L'année de l'espion, Tony décrit son type de femme, et finit par plus ou moins dépeindre Ziva. Cependant, aucun des deux n'a l'air de s'en rendre compte. Lors de la huitième saison, Tony se montre très jaloux d'un éventuel petit ami de Ziva, et celle-ci demande à Tony ce qu'il dirait s'il le rencontrait, il lui répond « À manipuler délicatement. Contenu inestimable ».
Au cours de l'épisode Fréquence Meurtre, Tony avoue que « l'ancienne Ziva » lui manque en disant qu'elle était plus « sexuelle » avant, notamment quand ils « ont partagé le même lit ». McGee lui fait remarquer qu'ils faisaient semblant d'avoir des relations sexuelles lors de cette mission. Tony ne confirme pas.
À la fin de l'épisode, Ziva se jette sur Tony pour le protéger d'une explosion. Elle se retrouve allongée sur lui :
« - DiNozzo : C'est plaisant, je regrette beaucoup l'ancienne Ziva.

- Ziva :  Ouais, je sens ça.

- DiNozzo : T'emballe pas. Ce que tu sens là c'est mon téléphone. »
Depuis la saison 7, Tony semble jaloux des hommes qui s'approchent de Ziva (Chad Dunham, Damon Werth, Ray) ; celle-ci s'en rend compte, s'en amuse et parfois le provoque.
Après la mort de Mike Franks, dans l'épisode Swan Song, Ziva se montre chamboulée par la mort de Mike, et elle avoue à Tony qu'elle a peur de perdre ceux qu'elle l'aime à cause de leur métier. Tony la réconforte en la prenant dans ses bras et en lui caressant la joue, lui aussi ému.
Lors de l'épisode final de la saison 8, Tony et l'équipe du NCIS sauvent Ziva, enlevée par un tueur en série, Tony se montre particulièrement soulagé et ému qu'elle soit saine et sauve.
Lors du dernier épisode de la saison 13, on apprend qu'ils ont eu une fille ensemble. Ziva étant présumée morte, Tony met fin à sa carrière d'agent fédéral pour rejoindre Paris et y élever sa fille.